# بی‌اف‌اس‌پی۲
بی‌اف‌اس‌پی۲ (به انگلیسی: BFSP2) یکی از پروتئین‌های انسان است که توسط ژن BFSP2 و در کروموزوم ۳ کدبندی شده‌است.
جرم مولکولی این پروتئین برابر ۴۵۸۷۹ (یکای جرم اتمی) و جایگاه کروموزومی آن 3q21-q25 است.

## محل قرارگیری در سلول
محل اصلی قرارگیری بی‌اف‌اس‌پی۲ سیتوپلاسم است. 
همچنین این پروتئین در غشای یاخته نیز مشاهده شده است.

## عملکرد و بیماری‌های مرتبط
بی‌اف‌اس‌پی۲ یک پروتئین اسکلتی محسوب می‌شود که در تکثیر سلولی نقش دارد. تحقیقات نشان داده‌اند که این پروتئین با بروز بیماری آب‌مروارید در ارتباط است. 